# 기슈 정벌
기슈 정벌(일본어: 紀州征伐 키슈 세이바츠[*]) 또는 기슈 공격(紀州攻め)은 센고쿠 시대에서 아즈치모모야마 시대에 걸쳐서 오다 노부나가와 도요토미 히데요시가 기슈(紀州, 기이국)을 침공한 사건이다. 일반적으로는 덴쇼 5년(1577년)에 벌어진 노부나가의 사이카 공격(雑賀攻め)과 덴쇼 13년(1585년)에 벌어진 히데요시의 기이 공략(紀伊攻略)을 가리킨다.
노부나가·히데요시에게 기이 정벌은 단지 일개 지역을 제압하는 이상의 의미가 있었다. 기이는 사찰·신사 세력과 토호·고쿠진 잇키 등이 각자 독자적인 공화국 같은 존재로 깊게 뿌리내린 곳으로, 천하인을 정점으로 하는 중앙집권사상에 정면으로 도전하는 지방분권 세력들의 온상이었기 때문이다. 더구나 네고로슈(根来衆)·사이카슈(雑賀衆)가 가진 탁월한 철포 기술과 그 전투력도 무시할 수 없었고, 잇키와 사찰·신사가 체현하는 사상 자체도 중앙집권에 위협이 되는 것이었다.
가이즈 이치로(海津一朗)는 “오타의 결전(太田の決戦, 히데요시의 기슈 정벌에서 가장 결정적인 전투)은 중세를 상징하는 종교적인 민중 무력과 병농분리의 근세 질서가 정면으로 맞닥뜨린 전투로 일본 역사상의 클라이맥스”이며, “기슈는 ‘히데요시의 평화’, 즉, 일본의 근세 사회의 발상지이자, 거기에 저항했던 중세의 종언을 알리는 땅이라고 할 수 있다”라고 서술하였다. 즉, 기슈에서 중세를 상징했던 사찰·신사 세력과 잇키 세력이 소멸하고, 이후 압도적인 무가의 군사력에 의한 일원 지배의 근세가 시작되었다는 것이다.